# Nigerese presidentsverkiezingen 1970
De Nigerese presidentsverkiezingen in 1970 had plaats op 1 oktober. Niger was destijds een eenpartijstaat. De Progressieve Partij van Niger met aan het hoofd Hamani Diori was de enige toegestane partij. Bij de verkiezingen waren ook geen tegenkandidaten, zodat Diori zonder problemen herkozen kon worden. De opkomst was 98.3 procent.

## Uitslag
| Kandidaat-partij                             |           |            |
| Kandidaat-partij                             | Stemmen   | Percentage |
| -------------------------------------------- | --------- | ---------- |
| Hamani Diori – Progressieve Partij van Niger | 1.907.673 | 100.0      |
| Ongeldige- en blancostemmen                  | 2.953     |            |
| Totaal                                       | 1.910.626 | 100.0      |

1965 · 1970 · 1989 · 1993 · 1996 · 1999 · 2004 · 2011 · 2016